# هوبير بيركنز
هوبير بيركنز (18 يونيو 1907 - 4 مايو 1935 في المملكة المتحدة) (بالإنجليزية: Hubert Perkins)‏ هو لاعب كريكت بريطاني (وحمل سابقاً جنسية المملكة المتحدة لبريطانيا العظمى وأيرلندا). لعب مع نادي وارويكشاير للكريكيت ‏.

## وصلات خارجية
- هوبير بيركنز على موقع إي آس بي آن كريك إنفو (الإنجليزية)